# ロウソクの科学
『ロウソクの科学』（ロウソクのかがく、原題: The Chemical History of a Candle 、ロウソクの化学史）は、1861年に出版された書籍。イギリスの科学者マイケル・ファラデーが、1860年のクリスマス・レクチャーとして英国王立研究所で連続講演した6回分の内容を、ウィリアム・クルックスが編集したもの。

## 内容
ロウソクを題材に、燃焼時に起こる様々な物理・化学現象を多面的に解説している。
1. ロウソク: 炎 - その源 - 構造 - 流動性 - 明るさ
2. 炎の明るさ: 燃焼のための空気の必要性 - 水の生成
3. 生成物: 燃焼からの水 - 水の性質 - 化合物 - 水素
4. ロウソクの中の水素: 燃えて水へ - 水の他の部分 - 酸素
5. 空気の中の酸素: 大気の性質 - その特徴 - ロウソクからの他の生成物 - 炭酸 - その性質
6. 炭素または炭 - 石炭ガス - 呼吸と燃えるロウソクの類似点　- 結論

原著では、上記6講演に加えて、「白金についての講演」が加えられている。

## 日本語訳
※多くの翻訳が出版されている。
- 矢島祐利 訳 『蠟燭の科學』岩波文庫 1933年
  - 改版『ロウソクの科学』1956年 ISBN 978-4003390917
- 三石巌 訳 『ロウソクの科学』角川文庫 1962年 度々改版 ISBN 9784043127016。
 角川版は2011年4月時点で61刷・33万部を発行[1]。
- 日下実男 訳 『ロウソクの科学』旺文社文庫 1969年 ISBN 9784010650011
- 吉田光邦 訳 『ロウソクの科学』講談社文庫 1972年 ISBN 9784061350090
- 白井俊明 訳 『ろうそく物語』法政大学出版局 1991年 ISBN 9784588050398
  - 『ろうそく物語』 改装版2000年 ISBN 9784588713019。新装版2005年 ISBN 978-4588713033
- 竹内敬人 訳 『ロウソクの科学』岩波文庫 2010年 ISBN 978-4003390917 - 新訳版
- 渡辺政隆 訳 『ロウソクの科学』光文社古典新訳文庫 2022年 ISBN 978-4334754686

子供向けの翻案も複数出版されている。
- 平野累次、冒険企画局 文『ロウソクの科学 世界一の先生が教える超おもしろい理科』上地優歩 絵、角川つばさ文庫 2017年5月 ISBN 9784046317070
- 市岡元気 監修『面白いほど科学的な物の見方が身につく 図解ロウソクの科学』宝島社 2019年12月 ISBN 9784299000941
- 長田馨 カバー・表紙・まんが作画『まんがで名作 ロウソクの科学』角川まんが学習シリーズ 2021年10月 ISBN 9784041095829